# Galeruca nebrodensis
Galeruca nebrodensis là một loài bọ cánh cứng trong họ Chrysomelidae. Loài này được Ragusa miêu tả khoa học năm 1887.